# Portunites
Portunites is een geslacht van kreeftachtigen, dat leefde van het Eoceen tot het Mioceen.

## Beschrijving
De zeshoekige carapax van deze 2 cm lange zwemkrab was iets breder dan lang. De voorrand bevatte 4 puntige uitsteeksels, terwijl zich langs de zijrand nog eens 4 tot 5 uitsteeksels bevonden, waarvan de achterste het langst was. De looppoten waren qua lengte gelijkwaardig met de scharen. Het vijfde paar poten was niet afgeplat. Dit geslacht bewoonde ondiepe warme zeeën.